# Сан-Хуан-дель-Ольмо
Сан-Хуан-дель-Ольмо (ісп. San Juan del Olmo) — муніципалітет в Іспанії, у складі автономної спільноти Кастилія-і-Леон, у провінції Авіла. Населення — 126 осіб (2010).
Муніципалітет розташований на відстані близько 120 км на захід від Мадрида, 29 км на захід від Авіли.

## Демографія
Динаміка населення (INE ):